# Krzysztof Koniusz
Krzysztof Koniusz (9 de abril de 1961) es un deportista polaco que compitió en esgrima, especialista en la modalidad de sable. Ganó una medalla de plata en el Campeonato Mundial de Esgrima de 1986 en la prueba por equipos.

## Palmarés internacional
| Campeonato Mundial | Campeonato Mundial | Campeonato Mundial | Campeonato Mundial |
| Año                | Lugar              | Medalla            | Prueba             |
| ------------------ | ------------------ | ------------------ | ------------------ |
| 1986               | Sofía (Bulgaria)   | Medalla de plata   | Sable por equipos  |